# Javier Pereira Collado
Javier Pereira Collado (Madrid, 5 de novembre de 1981) és un actor de cinema i televisió espanyol.

## Biografia
Va ser nen de San Ildefonso, arribant a cantar el primer premi del Sorteig Extraordinari de Nadal en dues ocasions, 1993 i 1994. Durant la seva infància va abandonar els seus estudis i va trobar la seva veritable vocació en el món de la interpretació. Per a aconseguir una bona formació va ingressar a l'edat de 14 anys a l'escola de Cristina Rota, en la qual l'actriu Raquel Pérez li va impartir classes.
Va adquirir una certa notorietat entre el públic juvenil gràcies al seu treball a les sèries Nada es para siempre (1999-2000) i Al salir de clase (1997-2001), de que en formaria part de l'última remesa d'actors.
La seva carrera va experimentar un gir quan Pablo Malo li va contractar per a interpretar al fill de Marisa Paredes i germà d'Unax Ugalde a Frío sol de invierno (2004).
Arran d'ella es va forjar una imatge de jove senzill, tímid, emocionalment fràgil. Per aquestes raons Pablo Malo ho va recomanar a Gerardo Herrero, qui buscava un actor per a interpretar al veinteañero heroïnòman d' Heroína, el títol de la qual fa al·lusió al coratge de la mare del drogoaddicte, paper que va recaure en Adriana Ozores).
En aconseguir aquest paper, Javier va rebutjar l'oferta de la productora MiramonMendi per a sumar-se a l'elenc d' Aquí no hay quien viva en el personatge de Pablo Guerra,ue finalment va ser interpretat per Elio González.
Va concloure l'any 2005 encadenant rodatges: Tu vida en 65', La bicicleta i Días azules, on va compartir el protagonisme amb Óscar Jaenada i Javier Ríos i va coincidir de nou amb Cristina Castaño després d'haver treballat junts a Al salir de clase.
Un altre dels seus últims treballs va ser Cuestión de Sexo en la qual interpretava a Charlie un jove pasota i que només pensa en el sexe. En aquesta tira apareix al costat de Ana Fernández entre altres actors.
Posteriorment ha fet la pel·lícula Aparecidos (2007), de Paco Cabezas amb Ruth Díaz,el curtmetratge Misericordiam Tuam (2008), de Juanra Fernández amb Álvaro de Luna i Anochece en la India, road movie dirigida per Chema Rodríguez.
Al maig de 2013 apareix en Gran Reserva. El origen donant vida a Gabriel Cortázar, que apareix assassinat en els cellers.
Al febrer de 2014 va guanyar el Goya a millor actor revelació per Stockholm.

## Vida personal
De 2009 a 2011 Pereira va mantenir una relació amb l'actriu Blanca Suárez.

## Filmografia

### Televisió
- El súper, personatge episòdic (1997)
- Señor alcalde, com Javi (1998)
- Nada es para siempre, com Zaqui (1999-2000)
- Policías, en el corazón de la calle, un episodi: La voz que aún no ha sonado (2000)
- Al salir de clase, com Enrique "Triki" Cobos (2001-2002)
- El comisario, com Joaquín Molero, un episodi: Al filo de la memoria (2002)
- Hospital Central, com Carlos, un episodi: Kamikaze (2004)
- El comisario, com Ernesto, dos episodis: Celo profesional y Ana y Mía (2005)
- Cuestión de sexo, com Charly (2007-2008)
- Impares, personatge episòdic (2008)
- Revelados, personatge episòdic (2008)
- Aída, un episodi: El día D (2009)
- Hospital Central, com Julio, un episodi: Mi hermano carnal (2009)
- El Gordo: una historia verdadera, com Tomás. Dir. Alberto Ruiz Rojo. TV movie (2010)
- Doctor Mateo, un episodi: De cómo Adriana comprende lo que es la soledad y Mateo que nunca más volverá a estar solo (2010)
- La pecera de Eva, com Rafael "Rafa" Luján (2011)
- 14 de abril. La República, com Roberto (2011-2012)
- Ángel o demonio, un episodi: Para la eternidad (2011)
- Los misterios de Laura, com David, un episodi: El misterio del testigo aullador (2011)
- Gran Hotel, com Ignacio Alonso, un episodi: Luna de sangre (2011)
- Frágiles, com Luis, un episodi: Enfermos del corazón (2012)
- Gran Reserva. El origen, com Gabriel Cortázar (2013)
- Amar es para siempre, com Jaime Novoa Feijóo (2016-2017)
- Cuéntame cómo pasó, com Salvador (2019-¿?)

### Llargmetratges
- ¡Hasta aquí hemos llegado! (2002), de Yolanda García Serrano.
- Frío sol de invierno (2004), de Pablo Malo.
- A golpes (2005), de Juan Vicente Córdoba.
- Heroína (2005), de Gerardo Herrero.
- La bicicleta (2006), de Sigfrid Monleón.
- Tu vida en 65 minutos (2006), de María Ripoll.
- Días azules (2006), de Miguel Santesmases.
- Aparecidos (2007), de Paco Cabezas.
- 8 citas (2008), de Peris Romano i Rodrigo Sorogoyen.
- Animales de compañía, de Nicolás Muñoz
- Maras, de Chema Rodríguez.
- No tengas miedo, de Montxo Armendáriz.
- Stockholm, de Rodrigo Sorogoyen.
- Que Dios nos perdone (2016), de Rodrigo Sorogoyen.

### Curtmetratges
- Campeones (1997), de Antonio Conesa.
- El último día del principio de tu vida (2004), de Carlos Castel.
- Busco (2006), de Carlos Cuenca i Arturo Turón.
- Puro Teatro (2007) de David Furones Belver
- El viaje al Paraíso (2007), de Juanan Martínez.
- Traumalogía (2007), de Daniel Sánchez Arévalo.
- Misericordiam Tuam (2008), de Juanra Fernández.
- e-Life (2016), de Vibha D.M. i Mario DC Carbajosa

### Teatre
- Procesos. Centro Cultural Puerta de Toledo.
- Amarillo Molière. Instituto San Isidro.
- Catarsis del tomatazo. Sala Mirador, dirigida per Cristina Rota.
- La gaviota. Dir. Rubén Ochandiano.
- Perversiones sexuales en Chicago. Dir. Juan Pedro Campoy.
- La cantante calva (2017)

## Premis i nominacions
Premis Goya
| Any  | Categoria                   | Pel·lícula           | Resultat  |
| ---- | --------------------------- | -------------------- | --------- |
| 2014 | Millor actor revelació      | Stockholm            | Guanyador |
| 2016 | Millor actor de repartiment | Que Dios nos perdone | Nominat   |